# Westpoint
Westpoint Blacktown ime je za veliki trgovački centar koji se nalazi u središtu Blacktowna, Zapadni Sydney, NSW, Australija i u vlastištvu je korporacije QIC.

## Glavne trgovine i atrakcije
- AMF Bowling
- Best & Less
- Big W
- Coles
- Franklins
- Go-Lo
- Homeart
- Hoyts
- JB Hi-Fi
- Myer
- Rebel Sport
- Target
- The Reject Shop
- Woolworths

## Prilaz
Trgovački centar sadrži višekatni parking, a incorporates a large multi-level carpark. Dok rang za taxi je na četvrtom katu. U podrumu se nalazi autobusna stanica koja pruža izravne linije za druga predgrađa. Glavni ulaz je na trećem katu, koji se nalazi na kratkoj udaljenosti od željezničke stanice u Blacktownu i drugog taxi ranga.

## Drugi objekti
U sklopu trgovačkog centra nalazi se poslovna zgrada, koja ima specijalističke medicinske usluge kao i urede tvrtke Endeavour Energy.